# 세발가락뛰는쥐속
세발가락뛰는쥐속(Stylodipus)은 뛰는쥐과에 속하는 설치류 속 분류군이다.

## 특징
작은 설치류로 꼬리 길이 132~163m를 제외한 몸길이가 100~130mm이고 몸무게는 최대 70g이다.

## 분포
우크라이나부터 중앙아시아를 거쳐 몽골과 중국 북부 지역까지 널리 분포한다.

## 하위 종
- 앤드류세발가락뛰는쥐 (S. andrewsi)
- 몽골세발가락뛰는쥐 (S. sungorus)
- 굵은꼬리세발가락뛰는쥐 (S. telum)